# Aryzta
Die Aryzta AG  ist ein börsennotierter Schweizer Tiefkühl- und Convenience-Backwaren-Konzern mit Sitz in Schlieren und gehört zu den 500 grössten Unternehmen in der Schweiz.

## Hintergrund
Aryzta verfügt über 53 Produktionsstandorte in 29 Ländern. Mit einem Umsatz von 3,4 Milliarden Schweizer Franken und weltweit fast 20'000 Mitarbeitern ist die Unternehmensgruppe nach eigenen Angaben in ihrem Bereich globaler Marktführer.
Das Unternehmen ging im August 2008 aus der Fusion zwischen der Schweizer Hiestand Holding und der irischen IAWS Group hervor. Der Konzernname ist vom lateinischen Wort arista („Ähre“) abgeleitet, was auch im Logo versinnbildlicht wird. Unter dem gemeinsamen Konzerndach treten Hiestand und IAWS Group weiterhin mit den bestehenden Marken selbständig auf dem Markt auf. Die Aktien von Aryzta sind seit dem 22. August 2008 an der Schweizer Börse SWX Swiss Exchange sowie an der irischen Börse ISE kotiert.

## Akquisitionen und Verkäufe
Im Jahr 2010 übernahm Aryzta die US-amerikanischen Backwarenhersteller Fresh Start Bakeries (Lieferant von McDonald’s) und Great Kitchens,
2013 den deutschen Tiefkühl-Backwarenhersteller Klemme (seit 2016 ARYZTA Bakeries Deutschland GmbH).
2015 verkaufte Aryzta seine 68-%-Beteiligung am irischen Agrounternehmen Origin in mehreren Schritten.
Im Oktober 2019 verkaufte Aryzta seine 43 % Beteiligung an der französischen Tiefkühleinzelhändler Picard an Zouari, eine im Lebensmitteleinzelhandel tätige französische Familienholding.
Per 1. August 2021 verkauft Aryzta Schweiz das Sandwich-Geschäft an die Bell-Tochter Hilcona.